# ザンパ

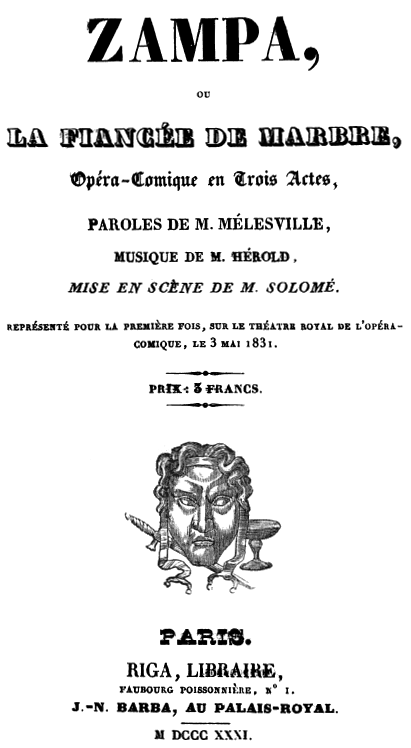
リブレットの表紙

『ザンパ』（フランス語:  Zampa）は、フェルディナン・エロルドによる全3幕からなるオペラ・コミックで1831年5月3日にパリのオペラ＝コミック座（ヴァンタドゥール劇場）で初演された。原題は『ザンパ、または大理石の許嫁』（ Zampa ou La fiancée de marbre ）。リブレット はメレスヴィルによってフランス語で書かれている。本作は『プレ・オ・クレール』（1832年）と並ぶエロルドの代表作で、19世紀を通じて大きな人気を博した。日本では歌劇そのものは知られていないが「序曲だけは今でも広く知られており」、しばしば吹奏楽用に編曲されて演奏される。

## 概要

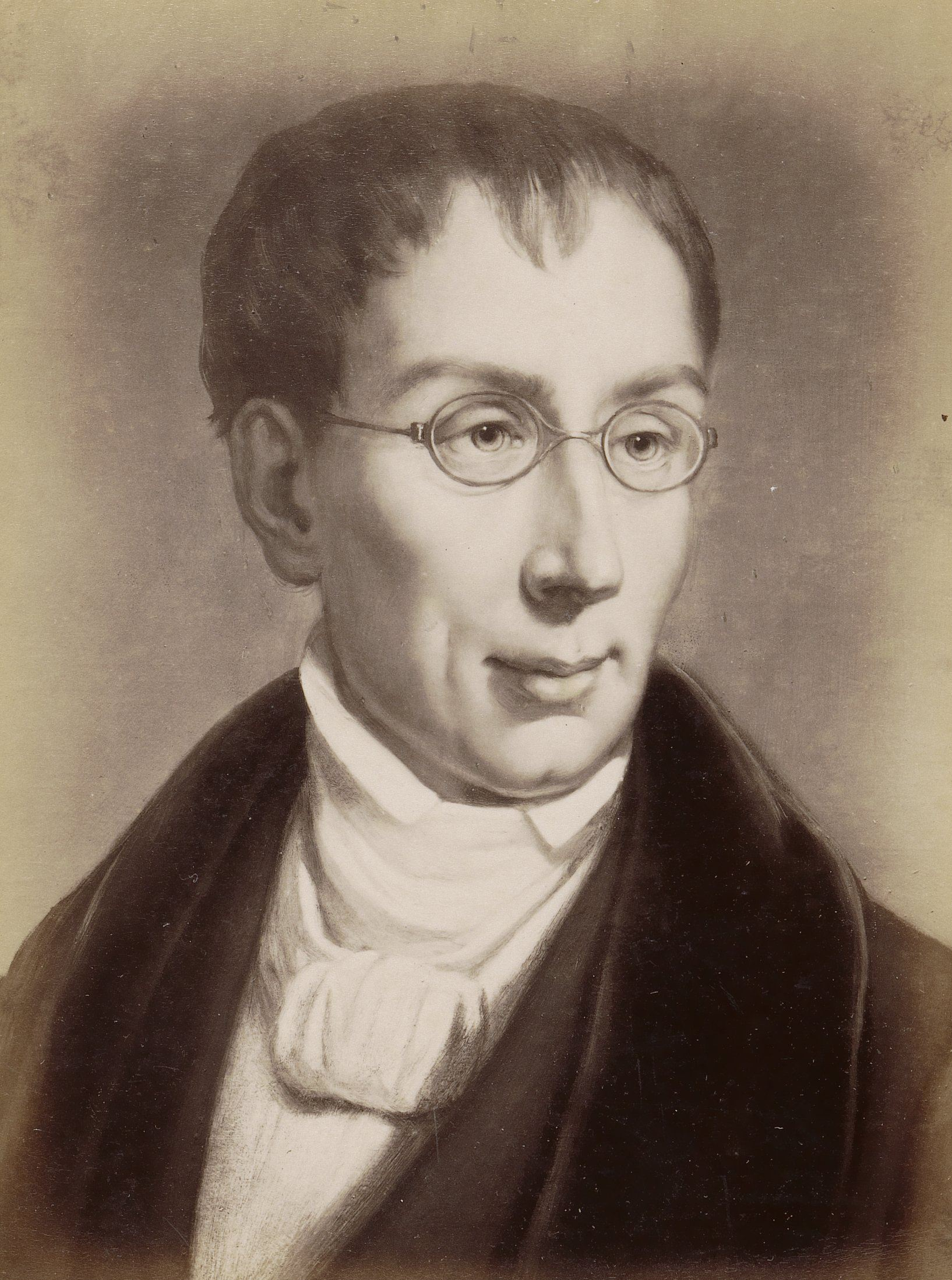
フェルディナン・エロルド

『ラルース世界音楽事典』によれば、本作のシナリオは恩知らずな人物という点でのアルフォンスとオッタヴィオの類似性を含めてモーツァルトの『ドン・ジョヴァンニ』にかなり似ているが、効果的な劇的情況の設定、スペクタクルに富んだ展開という点で優れている。音楽的な質の高さも相まって、長い間人気を博した。1913年までにオペラ・コミック座で689回上演された。
ラヴォアによれば、『プレ・オ・クレール』と本作は二作ともロマン主義を起源としている。前者が『ユグノー教徒』を誕生させたプロスペル・メリメの歴史小説に由来するとするなら、後者はバイロンの暗い詩から着想を得たもののように思われる。本作では劇の馬鹿げた場面でも、その細部は音楽的である。つまり、エロルドはザンパの空想的であると同時に抒情的である性格を良く捉えている。ザンパなる人物はフランス的に取り扱われたドン・ジュアンであるが、往々にして立派な態度をとり、その粋好みはいささか古臭く、少々南仏の吟遊詩人的風である。この人物は時としてニコラ・イズアールの『ジョコンド』を思わせるものがあり、フランス楽派の中で音楽的には最も美しい人物の一人であろう。このオペラ・コミックが演じられていた時期には、この作品は詩的で抒情的な着想によって、力強い和声によって、また、色彩的な楽器編成法によって、大胆で斬新なものだった。この美しい総譜を閉じるにあたって、エロルドがオペラ・コミックでなく歌劇で、その天才を発揮できなかったことが悔やまれる。
『ザンパ』は『プレ・オ・クレール』ほどは良く作られてはいないが、様式は一層おおらかで、霊感は一層高い作品である。そして、序曲の出始めや第一幕の終曲、大理石の許嫁の出現などのような幾つかの箇所の音楽はグランド・オペラの風格を持っている。

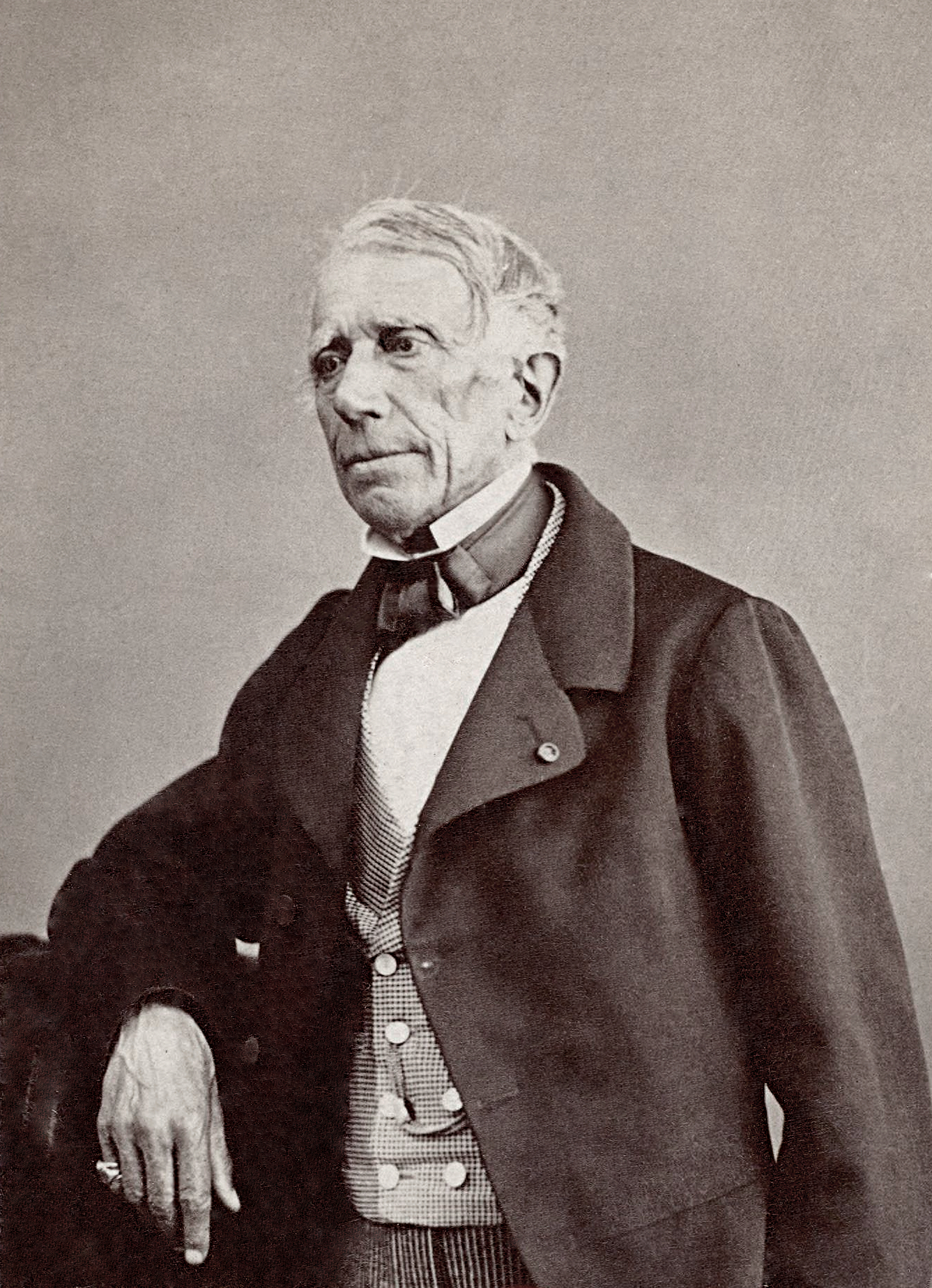
ナダルによるメレスヴィル

本作は初演での成功の後、すぐさまイタリアとドイツに広まった。―中略―『ザンパ』はグランド・オペラから借用した要素をオペラ・コミックの中で増幅させることで、オペラ・コミックの進化に寄与している。フランスとイタリアの要素を混合した歌唱性に加えて、スペクタクルなシーンも盛り込まれている。また、群衆シーンと親密な瞬間が交互に憂鬱になったり、優しくなったり、情熱的になったりと対比される。本作は明らかにパリ・オペラ座で同時期に初演されたマイアベーアの『悪魔のロベール』に対する応答となっている。
フレデリック・ロベールによれば、エロルドは音楽言語の全要素に等しく深い知識を持つ王政復古期の最も優れた音楽家であるが、彼の初期のオペラ・コミックである『ロバ曳き』（Le Muletier、1823年）および『マリー』（Marie、1826年）においてのほうが、最後の2作品（本作と『プレ・オ・クレール』）より一貫性があった。有名なのは最後の2作品のほうで、折衷的な作品の部類に属し、進化の転換点にさしかかっていた。
1830年代は、特に傑作が豊富である。フランソワ・オベールの『フラ・ディアヴォロ』 (1830年) とエロルドの本作(1831年)および『プレ・オ・クレール』（1832年）から始まり、アダンの『山小屋』 (1834年)と『ロンジュモーの御者』 (1836年)、そしてオベールの『黒いドミノ』（1837年） が続いた。これらの作品の成功は、大規模なものであり、『プレ・オ・クレール』を含むそれらのいくつかは、1,000回目の公演に達した。1830年代のフランスのオペラ・コミックは際立った活力を示していたと認められる。
アメリカ初演は 1833年2月16日 にニューオリンズのオルレアン劇場にてサン＝クレール、アメデらの出演で、行われた。イギリス初演は1833年4月19日、ロンドンのキングス劇場にて上演された。
近年の注目すべき上演としては1993年に本作はウェックスフォード・オペラ・フェスティバルでイヴ・アベルの指揮で再び上演され、2005年にはギーセン市立劇場でヘルベルト・ギーツェンの指揮で再演された。2008年にはパリのオペラ・コミック座でのマシャ・マケイレフとジェローム・デシャンによる演出、 ウィリアム・クリスティの指揮、配役はカミーユがパトリシア・プティボン、ザンパがリチャード・トロクセル、アルフォンスがベルナール・リシュテルほか、演奏はレザール・フロリサンによる蘇演が挙げられる。

## 音楽
『オックスフォードオペラ大事典』によれば、「エロルドの音楽にはロッシーニ（特に『ザンパ』で）とウェーバーの影響が見られ、また彼はオーケストラの重要性を拡大させたが、これはメユールに触発されたものと見られる。彼の作品をワーグナーが称賛していたことは『ニーベルングの指環』の細部に反映されていることで証明されている。―中略―エロルドは本質的にはボワエルデューの後継者であり、それは軽い装いを失うことなく、ロマン主義的なひだを描こうとする個性的な旋律に表れている。彼の早い死はフランス・オペラ界の損失であり、彼自身最後の病床にあって《私はやっと舞台というものを理解し始めた》と述べている」。
グラウトは「エロルドのスタイルは彼自身の格言〈リズムがすべてなり〉の最上の例である。彼の音楽はオベールよりいっそう男性的で、旋律はほとんど例外なく小節の第一拍から始まり、アクセントが強く、シンコペーションや半音階的前打音が多く、短六度の調関係や、さらに遠隔調への突然の変化が特徴である。あらゆる効果はそれを聴衆に聞き洩らさせまいとダメ押しするように何度も繰り返される。時には、コロラトゥーラのパッセージがあらわれる。よく見られる手法（ロッシーニにも見られるが）は、オーケストラが旋律を受け持っている間に声が一つの音を続けて多数のシラブルを歌うやり方である。一方、抒情的な旋律はエロルドには珍しい」と指摘している。

## 登場人物
| 人物名                                       | 声域         | 原語              | 役柄                                               | 初演時のキャスト 指揮者： アンリ・ヴァレンチノ                             |
| -------------------------------------------- | ------------ | ----------------- | -------------------------------------------------- | -------------------------------------------------------------------------- |
| ザンパ                                       | テノール     | Zampa             | 海賊の首領、モンツァ伯爵、アルフォンスの兄         | ジャン=バティスト=マリー・ショレ （Jean Baptiste Marie Chollet）           |
| アルフォンス・ド・モンツァ                   | テノール     | Alphonse de Monza | シチリアの将校、カミーユの婚約者、ザンパの弟       | テオドール・フランソワ=モロー=サンティ （Théodore-François Moreau-Sainti） |
| カミーユ                                     | ソプラノ     | Camille           | アルフォンスの婚約者、ルガーノ伯爵の娘             | カジミール夫人 （Madame Casimir）                                          |
| リッタ                                       | メゾソプラノ | Ritta             | カミーユの侍女                                     | ブランジェ （ Madame Boulinger）                                           |
| アリス・マンフレディの石像                   | －           | Alice Manfredi    | ザンパがかつて捨て、苦悩の内に亡くなった女性の石像 | －                                                                         |
| ダンドロ                                     | テノール     | Dandolo           | ルガーノ伯爵の使用人                               | マルセル=ジャン=アントワーヌ・ジュリエ （Marcel Jean Antoine Juliet）      |
| ダニエル・カプッチ                           | バリトン     | Daniel Capuzzi    | ザンパの甲板長                                     | ルイ・フェレオル （Louis Féréol）                                          |
| 合唱：海賊、兵士、農民、貴族、シチリアの人々 |              |                   |                                                    |                                                                            |

## 楽器編成
- 木管楽器: フルート2(2番はピッコロ持ち替え)、オーボエ2、クラリネット2、ファゴット2
- 金管楽器: ホルン4、トランペット2、 トロンボーン3、バスチューバ（オフィクレイド）1
- 打楽器: ティンパニ1、バス・ドラム、ドラム、シンバル、トライアングル、鐘
- 弦楽五部 、ハープ1

舞台裏：クラリネット2、ファゴット2、ホルン2、トランペット、ハープ、オルガン（任意）

## 上演時間
第1幕:約65分（序曲は約8分）、第2幕:約55分、第3幕:約30分、全幕で約2時間30分

## あらすじ
時と場所： 16世紀のシチリア
背景：モンツァ伯爵は家の財産を使い果たし、父に不幸をもたらした。さらに、アリス・マンフレディという名の少女を誘惑して捨て、海賊になった。アリスはルガーノ伯爵という商人に引き取られるが、失意の内にして亡くなる。ルガーノ伯爵は彼女の名誉を讃えて石像を建て、町の人々からは守護聖人として崇められている。

### 第1幕
ルガーノにある城の大広間

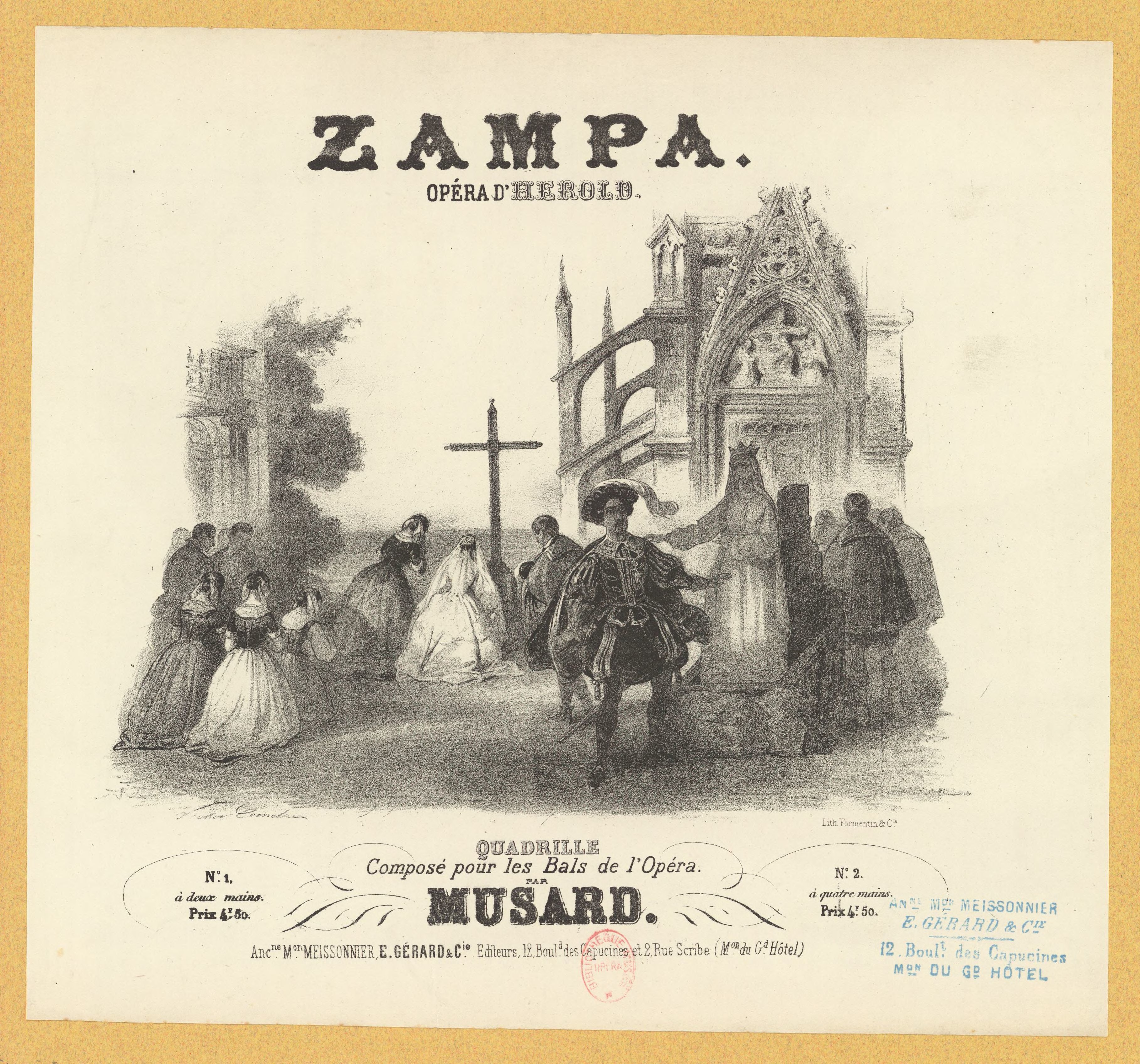
四人の主役

豪華に装飾された城内の大広間で、ルガーノ伯爵の娘カミーユは侍女のリッタや他の侍女たちと共に、士官アルフォンス・ド・モンツァとの結婚式の準備をしている。大広間には、幾つかの石像の共にアリスの石像が立っている。侍女たちの幸福そうな合唱に続いて、カミーユが〈アリア〉「この上なき幸せ」（A ce bonheur suprême）をしみじみと歌う。そこに新郎アルフォンスが友人たちと共に楽し気に談笑しながらやってくる。アルフォンスは〈クプレ〉「我がよき友たち」（Mes bons amis）を快活に歌う。若い友人たちが同じ調子で、アルフォンスの歌を引き継ぐ。リッタはカミーユの父も結婚式に間に合うように来てくれるといいわね、あの悪名高い海賊のザンパも捕えられていて、危険もないことだしと言う。そして、会話がアリス・マンフレディにおよぶと、カミーユが〈コンプラント（悲歌）〉「高貴な生まれ」（D’une haute naissance）で、美しく純真な少女アリス・マンフレディの悲しい逸話を切々と語る。アルフォンスはこの名前に気づき、アリスを死に追いやったのは、幼い頃から会っていない自分の兄ザンパだと告白する。アルフォンスは仲間に呼ばれ、その場を立ち去る。
カミーユとリッタが結婚式の準備を進めていると、取り乱した様子で城の執事であるダンドロが現れ、〈三重唱〉「一体どうしたんだ」（Qu’as-tu donc!）となる。ダンドロは牧師を迎え行く途中、山賊の待ち伏せにあったが、なんとか逃げ出したのだった。そこへザンパ本人が変装して大広間に入って来て、〈四重唱〉「ここにいる！」（Le voila!）となる。現れた見知らぬ男はザンパという名前を口にしていないので、最初は誰もが彼をただの強盗だと思っている。ザンパはカミーユの美しさに一目惚れし、人質にしているカミーユの父親ルガーノの釈放のための身代金の代わりにカミーユと結婚することを要求する。カミーユはアルフォンスとの婚約を破棄せざるを得なくなる。ザンパは彼の海賊たちに加わり、彼らは宮殿を占領し、ダンドロに部屋と食事を用意させる。彼らはザンパの健康を祝って乾杯し、盛大に祝う。ダニエルはアリスの像を見て、その碑文を読む。ザンパは石像に指輪をはめて、一夜だけ妻にしてやると嘲笑する。彼が指輪を引き抜こうとすると、石像の手が閉じて彼を脅迫する。ザンパだけはこの現象をワインのせいだと考え、平静を装う。しかし、彼が再び石像の手から指輪を奪おうとすると、石像の手が固く閉じられる。海賊たちはそれを見て、恐れおののく。管弦楽と合唱が大いに盛り上がり、幕を閉じる。

### 第2幕
シチリアの海岸が見え、礼拝堂がある田舎

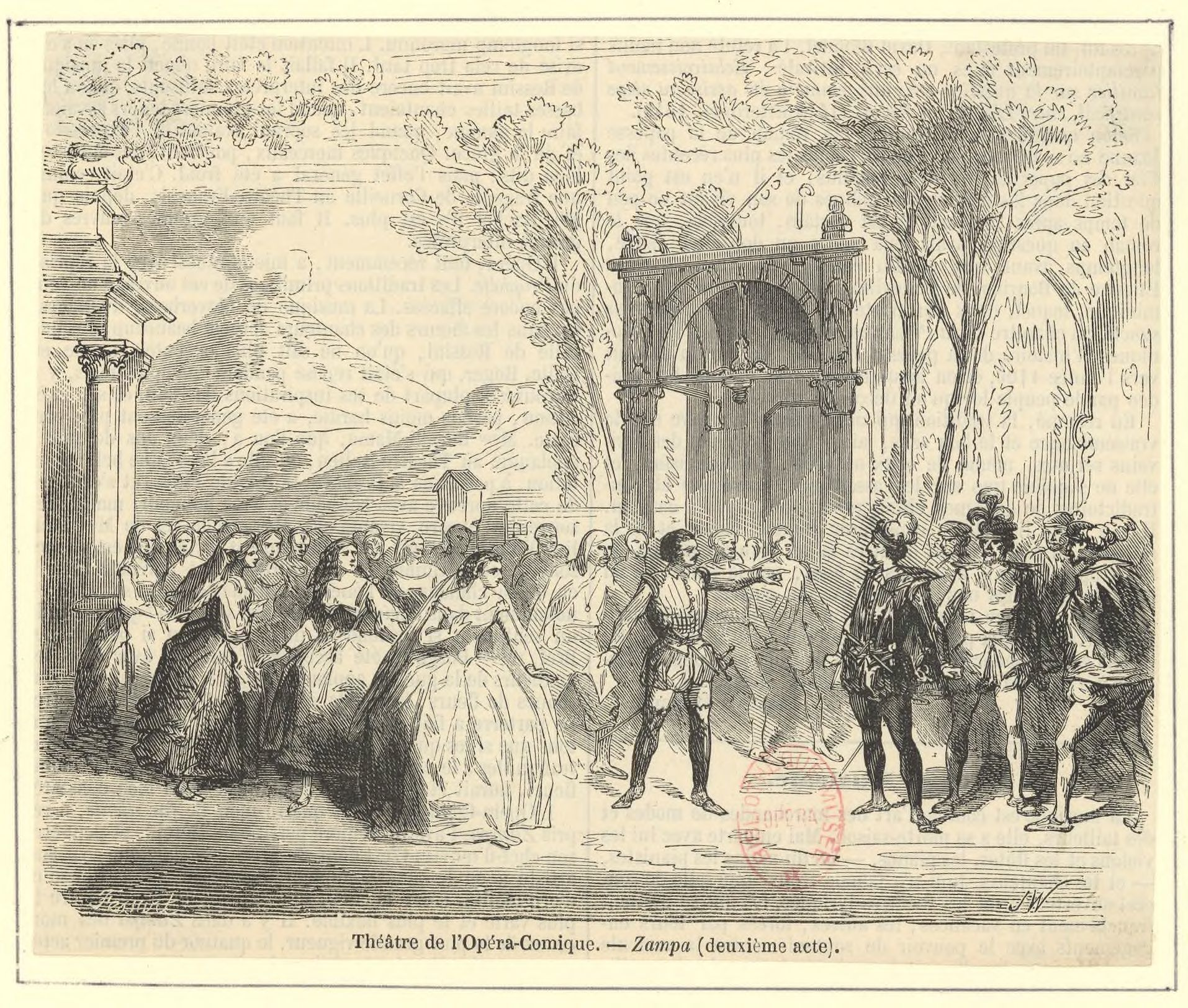
第2幕のセットゼザイン

礼拝堂で女性たちが〈合唱〉「聖母の足元で」（Aux pieds de la Madonne）で祈りを捧げる中、ザンパが登場し、「カミーユは我が物」と語り、さらに、女性遍歴について〈カヴァティーヌ〉「気をそそる舞姫」（Piquante bayadère）歌う。心配したダニエルが到着し、ザンパの刑務所からの脱獄が発覚し、軍隊が向かって来ると警告する。ザンパはそれにはほとんど気にかけない。カミーユはいやいやながら彼の求婚に同意する。ザンパは結婚式を急ごうと準備をするために城に戻って行く。

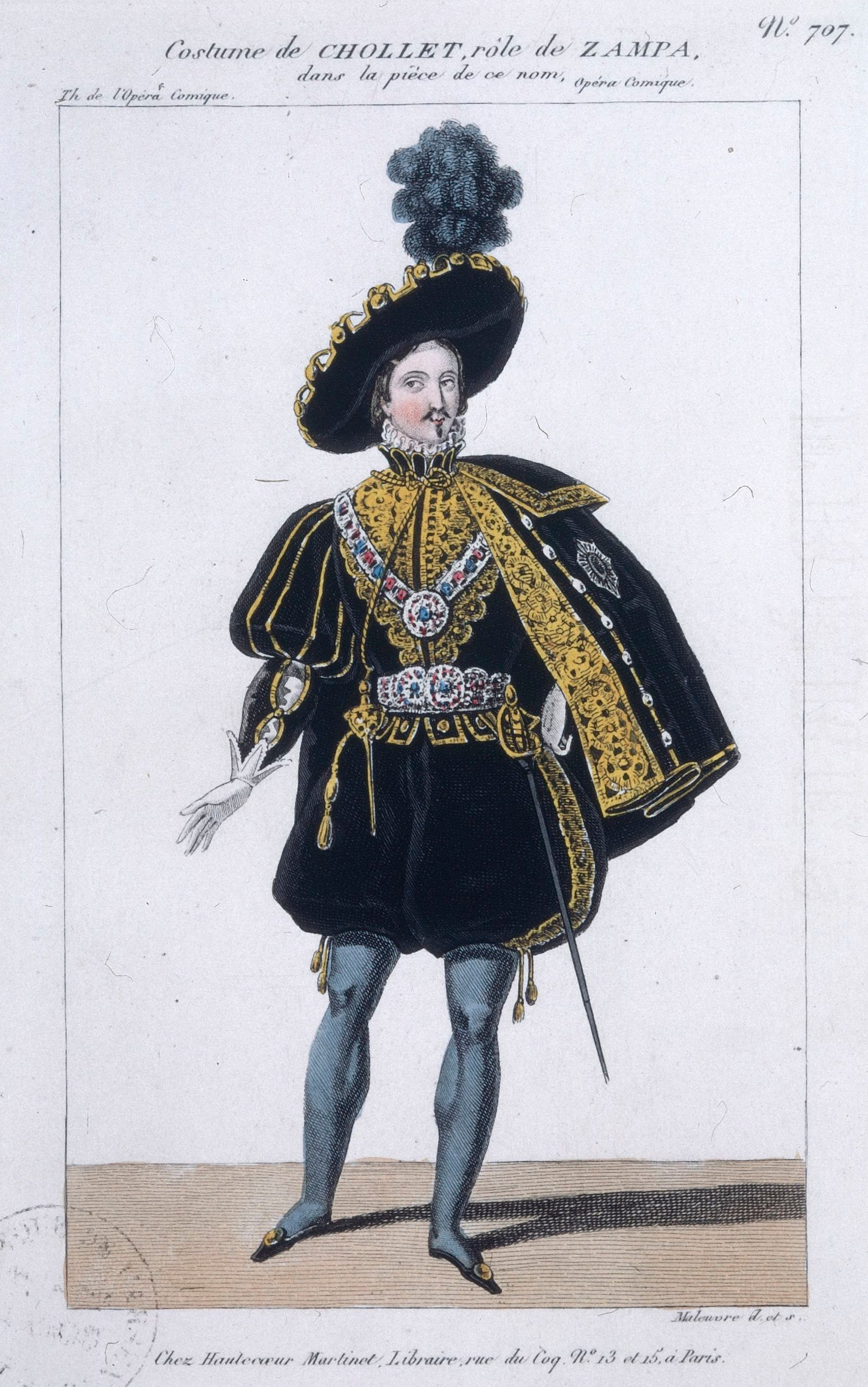
ショレ演じるザンパ

リッタはなぜ伯爵が戻ってこないのか、そしてなぜカミーユが突然強制された結婚に同意したのか理解できない。 そこで、リッタは海賊の一人を信頼して、彼を問い質そうと考える。礼拝堂でリッタはダニエルと出会う。リッタは、死んだと思っていた夫が生きていたことに驚くが、ダニエルはそれほど驚く様子もみせない。ダニエルはリッタと離れ離れになってしまったことをさほど苦にせず、自分が妻帯者であることも忘れていたのだった。ダンドロが到着すると、リッタは新しい恋人ができたとダニエルをからかう。ダンドロもリッタに気があるので、否定しない。夫としてダニエルはこれを放置するわけにはいかなくなる。事を明らかにするために、ダニエルはダンドロを引っ張って行こうとするので、リッタは二人の態度に困惑する。このやり取りがコミカルな二重唱と三重唱で歌われる。
彼女は到着したばかりのアルフォンスからの海賊に関する情報を聞こうとする。アルフォンスはなんとか海賊の手から逃れ、カミーユの新しい新郎のことも知る。カミーユが他の女性たちと一緒に礼拝堂から出てくると、アルフォンスと対面し、 バルカロール風の音楽を含む〈二重唱〉「どうして話してくれないの」（Pourquoi vous troublez à ma vue）となる。父親の身を案じて、カミーユは真実を告げることができず、アルフォンスに別れを受け入れて欲しいと頼む。カミーユはリッタと女性たちについて城へ向かう。
結婚式のために人々が集まっている中、アルフォンスは礼拝堂に入る。鐘の音とともにザンパが登場すると、田舎の人々が来るべき結婚を讃えて踊り、ダニエルが悲嘆にくれるカミーユを連れてくる。この瞬間、礼拝堂の隣の墓からアリスの像が立ち上がり、ザンパに彼女の指にはまったままの指輪を示す。そして、アリスの像は再び墓の中に沈み込み、墓はゆっくりと閉じる。その現象に気づいたのはザンパだけだったが、彼は青ざめる。しかし、ザンパは結婚式を延期したくないので、カミーユの手をとって礼拝堂に導くと、門が開き、アルフォンスが外に出てくる。アルフォンスは海賊ザンパが兄弟であることに気づく。そこに、ダンドロが兵士たちを連れてやって来て、入手した手紙を公表する。この中で総督は、ザンパがトルコとの戦争に部下と共に参戦するという条件で恩赦し、ザンパに自由を与えると書いてある。ザンパが勝ち誇り、人々に祝われる中、アルフォンスは憤慨して剣を折る。ザンパがまだ父親を捕らえているため、カミーユも結婚式を拒否できない。礼拝堂の門が開くと、司祭と聖歌隊の少年たちがすでに待機している。全員がひざまずくと、オルガンの音を聞きながら、ザンパとカミーユは礼拝堂への階段を登り、音楽は打楽器が打ち鳴らされ、輝かしい盛り上がりの内に幕を閉じる。

### 第3幕
カミーユの部屋

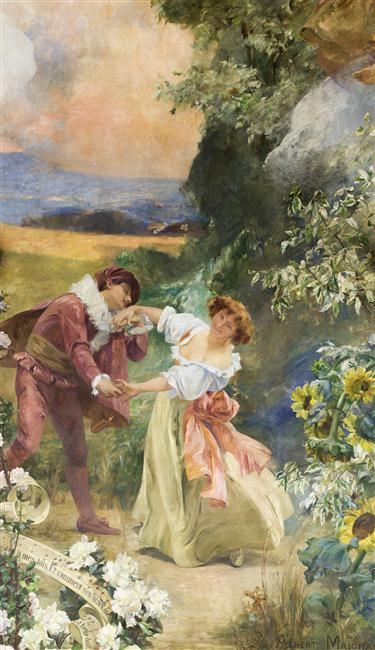
オペラ・コミック座のフォワイエのフレスコ画

結婚式の後、カミーユは自分の部屋に一人で、恋人アルフォンスのことを考えていると、アルフォンスが外から彼女に〈ノクチュルヌ〉「どこへ行くの」（Ou vas-tu?）を歌うと、カミーユが応答し、悲し気で切ない二重唱となる。それからアルフォンスはバルコニーを登り、窓から部屋に入る。その後、アルフォンスはカミーユがなぜザンパと結婚したのかを知った。カミーユを解放するためには逃げるしか策はないが、カミーユは結婚の誓いを守らなければならないと考えている。彼女はザンパが父を助けるという願いを叶えると信じている。ザンパがやって来るので、カミーユは礼拝室に退き、アルフォンスはバルコニーに隠れる。外からは合唱による〈セレナード〉「深き夜」（La nuit profonde）が響く。ザンパはダニエルと一緒に部屋に入る。大理石のアリス像を恐れて破壊して海に投げ込んだが、それ以来怒ったようでエトナ山も炎を上げている。
カミーユは部屋から出てきて、ザンパに約束を果たすよう迫る。カミーユは彼に聖アニェス修道院に入ることを求めるが、ザンパは拒否する。隠れ家から話を聞いたアルフォンスは激怒する。カミーユの願いは受け入れられないので、彼女は神に祈り、自ら命を絶つとザンパに抵抗する。すると、ザンパは自分の本名を告げる。彼はモンツァ伯爵であり、アルフォンスの兄だと言う。怒り狂ったアルフォンスは、短剣を抜いて隠れ場所から出てくるが、海賊によって捕えられ、ザンパによって死刑を宣告されてしまう。カミーユは倒れて、半ば気を失ってしまう。ザンパは彼女をなだめようとするが、カミーユの気持ちはおさまらない。ザンパは愛を切々と告白するが、彼女はアリスの死はザンパのせいだと責める。追い詰められたカミーユが聖母に助けを求めると、礼拝室のカーテンが風に揺れ動き、ランプが消え、カミーユが姿を消し、代わりにアリスの大理石像が現れる。稲妻が部屋を照らすと、ザンパは短剣を抜くが、大理石に当たって折れてしまう。雷鳴とともに大理石像がザンパを海中に引きずり込み、エトナ山が噴火する。噴火がおさまると、海岸には光輝くアリスの大理石像が神々しく立っている。人々は大理石像に向かってひざまずくと、はしけが近づいてきて、カミーユの父親が上陸し、カミーユとアルフォンスが出迎え、大団円となる。

## 主な録音・録画
現時点で、オペラ全曲の商業録音・録画はない。

### 主な録音（序曲のみ）
| 年   | 指揮者                           | 管弦楽団                             | レーベル                            |
| ---- | -------------------------------- | ------------------------------------ | ----------------------------------- |
| 1954 | アルトゥーロ・トスカニーニ       | NBC交響楽団                          | CD: JVC EAN 4975769352850           |
| 1959 | ジャン・マルティノン             | ロンドン・フィルハーモニー管弦楽団   | CD: DECCA EAN 0028947627579         |
| 1960 | エルネスト・アンセルメ           | スイス・ロマンド管弦楽団             | CD: DECCA EAN 4988003205072         |
| 1962 | ポール・パレー                   | デトロイト交響楽団                   | CD: Philips EAN 0028943201421       |
| 1986 | エリック・カンゼル               | シンシナティ・ポップス・オーケストラ | CD: Telarc EAN 0089408011627        |
| 1987 | ヴォルフガング・サバリッシュ     | バイエルン国立管弦楽団               | CD: EMI EAN 4988006554610           |
| 1996 | アーサー・フィードラー           | ボストン・ポップス管弦楽団           | CD: BMGビクター EAN 4988017047705   |
| 1999 | ヤン・パスカル・トルトゥリエ     | BBCフィルハーモニック                | CD: Chandos EAN 0095115976524       |
| 2000 | ヴォルフ＝ディーター・ハウシルト | スイス・イタリア語放送管弦楽団       | CD: Dynamic Italy EAN 0675754205522 |

- その他、多数。

## 関連作品
- ジギスモント・タールベルク:「ザンパ」による大幻想曲 Op.53（Grande fantaisie sur 'Zampa', Op.53）